# Hulusi Behçet
Dr. Hulusi Behçet (Istanbul, Imperi Otomà, 20 de febrer de 1889 - İstanbul, Turquia, 8 de març de 1948) és un metge turc, descobridor de la malaltia de Behçet. El 1934, quan es legisla la llei de cognoms a Turquia, accepta Behçet, el nom del seu pare, com a cognom.